# Ekebysjön, Södermanland
Ekebysjön är en sjö i Nyköpings kommun i Södermanland och ingår i Nyköpingsåns huvudavrinningsområde. Sjön har en area på 1,13 kvadratkilometer och ligger 21,2 meter över havet. Ekebysjön ligger i Båven Natura 2000-område. Sjön avvattnas av vattendraget Utnorsån.

## Delavrinningsområde
Ekebysjön ingår i det delavrinningsområde (653914-157097) som SMHI kallar för Utloppet av Åbysjön. Medelhöjden är 46 meter över havet och ytan är 11,47 kvadratkilometer. Det finns ett avrinningsområde uppströms, och räknas det in blir den ackumulerade arean 25,31 kvadratkilometer. Utnorsån som avvattnar avrinningsområdet har biflödesordning 3, vilket innebär att vattnet flödar genom totalt 3 vattendrag innan det når havet efter 72 kilometer. Avrinningsområdet består mestadels av skog (78 procent). Avrinningsområdet har 1,35 kvadratkilometer vattenytor vilket ger det en sjöprocent på 11,8 procent.